# Alexandra Filonenko
Alexandra Filonenko (* 1972 in Donezk, Ukrainische Sozialistische Sowjetrepublik, Sowjetunion) ist eine in Deutschland lebende ukrainische Komponistin.

## Leben
Alexandra Filonenkos Vater Boris Isaakovitch Plon war Fußballtrainer und Pädagoge, ihre Mutter Natalia Grigorieva Filonenko Sängerin. Mit drei Jahren fing Filonenko an, Klavier zu spielen und mit fünf Jahren zu komponieren. 1984 zog die Familie nach Moskau.
In den Jahren 1986–1991 studierte Filonenko an der Musikfachschule Ippolitov-Iwanov in Moskau und erhielt Kompositionsunterricht bei Wladimir Tarnopolski. Sie schloss ihr Studium als Musikwissenschaftlerin mit Auszeichnung ab. Von 1991 bis 1996 studierte sie am Moskauer Konservatorium P. I. Tschaikowski in der Kompositionsklasse von Edisson Denissow. Im Jahr 1996 zog sie mit ihrer Familie nach Deutschland und schloss 1998 ein Aufbaustudium ab. 2016 erschien ihre erste CD Nackt, 2018 die Oper Noumen. Filonenko ist freischaffende Komponistin und lebt in Berlin.

## Stipendien und Auszeichnungen (Auswahl)
- 1995–1996 Stipendiatin Akademie der Künste Berlin, Projekt Moskau-Berlin
- 1998 Stipendiatin des Künstlerhaus Wiepersdorf
- 2004–2005 Stipendiatin der Musikakademie Rheinsberg
- 2006 Stipendiatin am Künstlerhaus Lukas (Ahrenshoop)
- 2007–2008 Stipendiatin Akademie Schloss Solitude
- 2009 Stipendiatin am Künstlerhof Schreyahn
- 2010 Stipendiatin Villa Massimo / Casa Baldi (Olevano, Italien)
- 2016 Stipendiatin des Kultursenats Berlin
- 2020 Deutsches Studienzentrum in Venedig / Senatstipendium Berlin

## Preise
- 1. Preis des Kompositionswettbewerbs bei den Händelfestspielen
- 2. Preis beim Kompositionswettbewerb Deutsche Oper
- 1. Preis „Operare 2007“ / Zeitgenössische Oper Berlin, Musiktheater Rapunzel
- 2018 Rheinsberger Kompositionspreis

## Werke
Orchestermusik 
- 1996 Entstehung-Verschwinden der vergangenen Gestalten für großes Orchester, Orgel und 2 Kinderstimmen
- 2008 Farce für großes Orchester
- 2017 Genetika für großes Orchester und Zuspiel
- 2020 Frammenti di ricordi sfuggenti für große Ensemble und Elektronik

Chormusik
- 2001 Mudo Universo que me cercas für 16 Stimmen und Schlagzeug; 2. Fassung (2005) für großen Chor
- 1993 Canticum Canticorum für 6 Stimmen
- 2009 Canto d’amore e de morte für 7 Stimmen
- 2012 Schwarzeis für Chor und Ensemble
- 2012 Grenzzone für Chor und Ensemble

Oper/Musiktheater
- 2008 Rapunzelmonolog, Musiktheater nach der Erzählung von S.A.Schuemmer Rapunzel
- 2013 Dinner für 6 Performer
- 2016 Chiaroscuro für Ensemble, Video, Lichtprojektionen und Live Elektronik
- 2018 Noumen, Oper für einen Darsteller, Vokalensemble, Video und Elektronik
- 2019 Ein Geschäft mit Träumen, Musiktheaterstück nach den Texten von Ingeborg Bachmann

Kammermusik/Kammerorchester
- 1998 Einst, da ich bittere Tränen vergoss für großes Ensemble, Sprecher (tiefe Stimme), Diskant, Streichquintett
- 1995 Look at the clouds für Flöte, Klarinette, Harfe und Streichquartett
- 1996 Schritte im Schnee für Oboe, Klarinette, Schlagzeug, Klavier, Violoncello und Kontrabass
- 2004 Ende-Stille für 3 Flöten, Oboe, Klarinette, Harfe und Streichquintett
- 2006 Der Atem des Herbstes für Flöte, Klarinette, Violine, Bratsche und Violoncello
- 2008 Das drückende Fehlen eines erschaffenden Raums für Flöte, Gitarre, Cembalo, Kontrabass und Akkordeon / 2 Version für Klarinette, Trompete, Schlagzeug, Violine, Violoncello und Akkordeon[2]
- 2009 Mute für Countertenor, Ensemble: Bassflöte, Trompete, Posaune, 2 Schlagzeuger, Klavier, Akkordeon, E-Gitarre, Violoncello und Elektronik
- 2009 Der Ungeheuer singt nicht mehr für 4 Stimmen, Ensemble: Trompete, Posaune, 2 Schlagzeuger, Klavier, E-Gitarre, Violoncello und Elektronik
- 2012 Der Ungeheuer singt nicht mehr, 2. Fassung
- 2010 Mach auf das Tor, Her Matador! für Sopran und Ensemble: Flöte (auch Bassflöte), Klarinette in B (auch Bassklarinette), Schlagzeug, Klavier, Akkordeon, Violine und Violoncello
- 2013 Aleph für Ensemble Aleph
- 2014 Hydra für Ensemble und Elektronik
- 2019 Ржавчина für 2 Stimmen, Flöte, Klavier und Elektronik

Kammermusik/kleine Besetzung
- 1993 Eos für Oboe und Violoncello
- 2000 Gesang der Parzen für 2 Marimbas
- 2000/2005 Kiefers Schatten für Streichquartett nach den Bilder von Anselm Kiefer
- 2011 Sirenen für Blockflötenquartett [05´03]
- 2000 So nah, so fern, Trio für Klarinette, Violoncello und Klavier
- 2007 Rasch, Trio für Flöte, Harfe und Akkordeon
- 2007 Aus dem Zeitenfluss... die Jahreszeiten, Trio für Violine, Violoncello und Akkordeon
- 2008 Sun of the Sleepless / A Beautiful Mind, Trio für Altsaxophone, Violoncello und Akkordeon
- 2009 Last, für Stimme und Violoncello
- 2010 Scarbo für Streichquartett
- 2010 Genesis für Akkordeon und Tenorsaxophon
- 2010 Offret für Klarinette basso und Violoncell, 2. Fassung (2012) für Bariton Saxophon, Schlagzeug und Kontrabass
- 2011 Scarbo für Violine und Klavier[3]
- 2011 Aria für Sopran, Akkordeon, Kontrabass
- 2013 Fazit für Saxophon Quartett und Zuspiel
- 2013 Bellxtreme für Stimme und Akkordeon
- 2014 Hydra für Klavier, Schlagzeug und Akkordeon
- 2014 Ger für 2 Schlagzeuger
- 2014 Jackson für Sprecher, Kontrabass und Elektronik
- 2014 Anna für Stimme und Klavier
- 2015 Nostalgia für 2 Violini, Video und Elektronik [50´][4]
- 2015 Obsession für Violine und Violoncello [10´][5]
- 2016 Don’t try für hohen Sopran, Klavier und Zuspiel[6]
- 2018 Gravity of Love für hohen Sopran, Percussion, Video und Elektronik
- 2019 infinity für Bassflöte, E-Gitarre und Elektronik
- 2020 Zu ferne Hermine / In Zeit der Gezeiten für hohe Frauenstimme und Klavier

Solomusik
- 1995 Fünf Klavierstücke
- 2004 Hommage a memori Alfred Schnittke für Violine solo[7]
- 2006 Prometheus für Klavier solo
- 2009 Last für Violoncello
- 2010 Im Schatten der Frau für Stimme und Zuspiel
- 2011 Ariel für Baßflöte und Zuspiel
- 2011 Schattenspiel für Akkordeon solo
- 2011 Spiegel für Baßklarinette, Live Elektronik und Zuspiel
- 2012 L’impossible für Oboe solo und Elektronik, 2. Fassung (2017) für Oboe solo
- 2013 Sicht-Schatte... Stille-Wort für Orgel solo
- 2013 Nackt für Countertenor und Elektronik
- 2014 Pha für Akkordeon und Live Elektronik
- 2014 Irreversibility of Mechanisms für Violine und Elektronik
- 2014 Insonia für Klavier
- 2015 Obsession für Violoncello und Zuspiel
- 2015 In Darkness für Violoncello solo
- 2016 Einübungen im Schönen für Sopran und Elektronik
- 2016 Medusa. Liebeslied für Kontrabassblockflöte und Elektronik
- 2017 fleur für Violine solo
- 2017 Suprime für verstärktes Cello, Licht und Elektronik[8]
- 2018 Surimbe für E-Gitarre, Licht und Elektronik
- 2018 Heroica für Klavier und Elektronik[9]

## Rezeption
Das Schweizer Radio und Fernsehen beschreibt Filonenkos Kompositionen: „Schwebende Klänge, irisierende Segmente und Klangfetzen“ seien für ihr Werk charakteristisch. „Durchsichtige Klangteppiche eröffnen weite, schier endlos erscheinende Landschaften [...]“.